# 旁遮普穆斯林
旁遮普穆斯林是居住于旁遮普地区的一个语言、地理及宗教族群。主要由旁遮普人构成。旁遮普穆斯林为信仰伊斯兰教且讲旁遮普語的族群。总人口9000多万，是巴基斯坦最大的民族，也是继阿拉伯及孟加拉穆斯林后第三大穆斯林族群。族群主体为伊斯兰教遜尼派，但也有小部分属什叶派及其他派别，包括起源于旁遮普的阿赫迈底亚社群。